# Antizipation (Literatur)
Antizipation oder Prolepse (von griechisch πρόληψις prólēpsis, deutsch ‚Vorwegnahme, Vorahnung‘) bedeutet in der Erzähltheorie einerseits einen Zeitsprung in die Zukunft, andererseits in der Wirkungsästhetik die Lesererwartung.
Bei der Prolepse unterscheidet man folgende Möglichkeiten:
- überschneidet sie sich nicht mit der erzählten Zeit, ist es eine externe Prolepse
- verbleibt sie innerhalb der erzählten Zeit, spricht man von einer internen Prolepse
- füllt sie im Voraus eine Lücke aus, ist es eine kompletive Prolepse
- wird das gleiche Ereignis später noch einmal erzählt, ist es eine repetitive Prolepse („Vorgriff“)

Die Lesererwartung ist wesentlich für den Spannungsaufbau und die Wirkung von Leerstellen in poetischen Texten. Durch Vorausdeutungen auf den Handlungsfortgang können dem Leser z. B. zukünftige Gefahren für den Protagonisten oder entscheidende Wendungen der Handlung angedeutet werden, die ihn motivieren, die Lektüre fortzusetzen (bei Fortsetzungsromanen) oder die neue Folge zu sehen (Cliffhanger bei mehrteiligen Filmen oder Fernsehserien).